# الکس پوئیترس
الکس پوئیترس (انگلیسی: Alex Poythress؛ زادهٔ ۶ سپتامبر ۱۹۹۳) بازیکن بسکتبال اهل ایالات متحده آمریکا است.